# Maler (Sternbild)
Der Maler (lateinisch Pictor) oder die Malerstaffelei ist ein unscheinbares Sternbild des Südhimmels, das aufgrund seiner südlichen Lage von Deutschland aus nicht zu sehen ist. Es befindet sich westlich des hellen Sterns Canopus, der zum Kiel des Schiffs (Carina) gehört. Lediglich zwei Sterne sind heller als die vierte Größenklasse. Das Sternbild wurde 1752 von dem französischen Astronomen Nicolas Louis de Lacaille eingeführt. Auf älteren Sternkarten wird es meist als Staffelei mit Pinsel dargestellt.

## Himmelsobjekte

### Sterne
Wegen der südlichen Lage haben die Sterne keine Flamsteed-Bezeichner.
| B   | Name oder andere Bezeichnung | Größe | Lj    | Spektralklasse |
| --- | ---------------------------- | ----- | ----- | -------------- |
| α   |                              | 3,27m | 99    | A7 IV          |
| β   |                              | 3,85m | 63    | A5 V           |
| γ   |                              | 4,50m | 174   | K1 III         |
| δ   |                              | 4,72m | 1656  | B0.5 IV        |
| η2  |                              | 5,05m | 474   | M2 III         |
| 400 | HR 2196                      | 5,04m | 394   | K2 / K3 III    |
| 400 | HR 2049                      | 5,16m | 265   | G8 III         |
| 400 | HR 2389                      | 5,20m | 312   | K0 III         |
| 400 | HR 2094                      | 5,29m | 114   | F0 Ve          |
| λ   |                              | 5,30m | 343   | K0 / K1 III    |
| 400 | HR 2008                      | 5,31m | 460   | K0 / K1 II     |
| η1  |                              | 5,37m | 85    | F2 V           |
| ζ   |                              | 5,44m | 118   | F7 III-IV      |
| 400 | HR 1856                      | 5,46m | 143   | G3 IV          |
| ι   |                              | 5,58m |       |                |
| 400 | Kapteyns Stern               | 8,8m  | 12,77 | M VI           |
| 400 | AB Pictoris                  | 9,1m  | 150   | K 1V           |

### Herausragende Objekte
- Der hellste Stern, Alpha Pictoris ist ein weiß-blauer Unterriese der Spektralklasse A6 V in 100 Lichtjahren Entfernung. Er besitzt den dreifachen Durchmesser, die dreifache Masse und die 40fache Leuchtkraft unserer Sonne.
- Beta Pictoris ist ein 63 Lichtjahre entfernter Stern mit der neunfachen Leuchtkraft und der doppelten Masse unserer Sonne. Er gehört der Spektralklasse A5 V an und ist der zweithellsten Stern des Sternbildes. 1984 wurde um Beta Pictoris eine Staubscheibe von 25 AE Durchmesser nachgewiesen. Er war der erste Stern, bei dem dies erstmals direkt mittels optischen Teleskops beobachtet werden konnte. Möglicherweise handelt es sich dabei um eine Akkretionsscheibe aus der sich ein Planetensystem bilden kann. Beobachtungen weisen darauf hin, dass sich möglicherweise bereits zwei Planeten gebildet haben könnten. Letzte Hubble-Bilder weisen auf zwei getrennte Staubscheiben zusammen mit einem großen Planeten hin.
- Kapteyns Stern, ein Unterzwerg mit einer scheinbaren Helligkeit von 8,8m. Mit einer Entfernung von nur 12,77 Lichtjahren ist er einer der nächsten Nachbarn der Sonne. Zu seiner Beobachtung benötigt man mindestens ein Prismenfernglas. 1897 stellte der niederländische Astronom Jacobus Kapteyn fest, dass sich die Position eines leuchtschwachen Sterns deutlich verändert hatte. Kapteyns Stern besitzt mit 8,73 Bogensekunden  pro Jahr nach Barnards Pfeilstern die zweithöchste gemessene Eigenbewegung aller Sterne.
- AB Pictoris, ein veränderlicher Stern befindet sich 150 Lichtjahre von unserer Sonne entfernt.
- Iota Pictoris ist ein Doppelsternsystem mit einer scheinbaren Helligkeit von 5,58 / 6,42m, das schon mit einem kleinen Teleskop ab 5 cm Öffnung beobachtet werden kann. Es hat einen Abstand von 12,3".
- Im Maler befindet sich zudem die 17 Millionen Lichtjahre entfernte irreguläre Galaxie NGC 1705.